# Campeonato Mundial de Mini-Estrella de AAA
Il Campeonato Mundial de Mini-Estrella de AAA (in lingua inglese AAA World Mini-Estrella Championship) è un titolo utilizzato dalla Lucha Libre AAA Worldwide ed è un titolo non necessariamente combattuto da lottatori affetti da nanismo poiché può essere disputato anche da lottatori di bassa statura.

Il titolo è attivo dal 14 settembre 2008.

## Storia
Il campionato stato creato nel 2008 come punto focale della divisione Mini-Estrellas di AAA ed in genere viene combattuto da lottatori che aggiungono la parola "mini" od un altro tipo di diminutivo ad un ring name già appartenente a lottatori più famosi.

## Albo d'oro
| Lottatore          | Regni | Data              | Luogo             | Note |
| ------------------ | ----- | ----------------- | ----------------- | --- |
| Mini Charly Manson | 1     | 14 settembre 2008 | Zapopan           | Sconfisse Mini Abìsmo Negro ed Octagóncito nella finale di un torneo.                                                                           |
| Mini Abismo Negro  | 1     | 11 dicembre 2009  | Ciudad Madero     | Sconfisse La Parkita, Mascarita Divina, Mascarita Sagrada, Mini Charly Manson, Mini Chessman, Histeria, Mini Psicosis ed Octagóncito.           |
| Octagóncito        | 1     | 6 giugno 2010     | Città del Messico | Sconfisse La Parkita, Mascarita Divina, Mascarita Sagrada, Mini Abìsmo Negro, Mini Charly Manson, Mini Chessman, Mini Histeria e Mini Psicosis. |
| Mini Psicosis      | 1     | 27 aprile 2011    | Zacapoaxtla       | |
| Dinastía           | 1     | 18 febbraio 2013  | Irapuato          | |
| Mini Psycho Clown  | 1     | 26 maggio 2017    | Città del Messico | |
| Dinastía           | 2     | 16 marzo 2019     | Città del Messico | Sconfisse Mini Psycho Clown, Mini Monster Clown, Mini Murder Clown ed La Parkita Negra.                                                         |